# ヒカルド・モラエス
ヒカルド・モラエス（Ricardo Morais、1967年2月26日 - ）は、ブラジルの男性総合格闘家。リオデジャネイロ州出身。チーム・ノゲイラ所属。
一時期リングネームを「ヒカルドン」にして新日本プロレスの興行に出場したことがある（アントニオ猪木による命名だと言う）。
2メートルを越す巨体と柔術テクニックを武器とする。

## 来歴
1996年8月24日、リングスにおいて初来日。山本宜久と対戦し、わずか46秒でKO勝ち。リングスが行った初めてのバーリトゥードマッチであった。
1999年2月21日、リングスで金原弘光と対戦、15分間戦い抜き、判定勝ち。
1999年11月21日、PRIDE初参戦となったPRIDE.8でマーク・コールマンに判定負け。
2003年10月13日、新日本プロレスで高阪剛と対戦、判定負け。
2005年4月3日、PRIDE 武士道 -其の六-にてエメリヤーエンコ・アレキサンダーと対戦。わずか15秒でKO負け。
2005年11月23日、U-STYLE Axisでジェームス・トンプソンと対戦、膝蹴りでTKO負け。
2006年9月10日、PRIDE 無差別級グランプリ 2006 決勝戦のワンマッチに出場。イ・テヒョンと対戦し、タオル投入によるTKO勝ち。

## 戦績
| 総合格闘技 戦績 | 総合格闘技 戦績 | 総合格闘技 戦績 | 総合格闘技 戦績 | 総合格闘技 戦績 | 総合格闘技 戦績 | 総合格闘技 戦績 |
| --------------- | --------------- | --------------- | --------------- | --------------- | --------------- | --------------- |
| 15 試合         | (T)KO           | 一本            | 判定            | その他          | 引き分け        | 無効試合        |
| 10 勝           | 3               | 6               | 1               | 0               | 1               | 0               |
| 4 敗            | 1               | 0               | 3               | 0               | 1               | 0               |

| 勝敗 | 対戦相手                         | 試合結果                         | 大会名                                                | 開催年月日     |
| ○    | イ・テヒョン                     | 1R 8:08 TKO（タオル投入）        | PRIDE 無差別級グランプリ 2006 決勝戦                  | 2006年9月10日  |
| ×    | エメリヤーエンコ・アレキサンダー | 1R 0:15 KO（スタンドパンチ連打） | PRIDE 武士道 -其の六-                                 | 2005年4月3日   |
| ×    | 高阪剛                           | 5分3R終了 判定0-3                | 新日本プロレス ULTIMATE CRUSH                         | 2003年10月13日 |
| ○    | メストレ・フマッサ               | 1R 2:06 TKO（パンチ連打）        | Jungle Fight 1                                        | 2003年9月13日  |
| ×    | マーク・コールマン               | 10分2R終了 判定0-4               | PRIDE.8                                               | 1999年11月21日 |
| ○    | 金原弘光                         | 20分1R終了 判定                  | リングス 前田日明引退試合 〜THE FINAL〜               | 1999年2月21日  |
| ×    | グロム・ザザ                     | 20分終了 判定                    | リングス WORLD MEGA-BATTLE TOURNAMENT 1997 SEMI-FINAL | 1997年12月23日 |
| ○    | セルジオ・ムラリャ               | 1R 0:17 ギブアップ（パンチ連打） | Pentagon Combat                                       | 1997年9月27日  |
| △    | コーチキン・ユーリ               | 20分終了 時間切れ                | リングス FIGHTING EXTENSION 1997 Vol.4                | 1997年6月21日  |
| ○    | 山本宜久                         | 1R 0:46 KO（パンチ連打）         | リングス MAELSTROM 6th                                | 1996年8月24日  |
| ○    | イリューヒン・ミーシャ           | 1R 9:44 チョークスリーパー       | IAFC: Absolute Fighting Championship 1 【決勝】       | 1995年11月25日 |
| ○    | ビクトル・エロヒン               | 1R 1:33 ギブアップ（パウンド）   | IAFC: Absolute Fighting Championship 1 【準決勝】     | 1995年11月25日 |
| ○    | マクシム・タラゾフ               | 1R 1:49 ギブアップ（パウンド）   | IAFC: Absolute Fighting Championship 1 【準々決勝】   | 1995年11月25日 |
| ○    | オナッシス・パルンガオ           | 1R 1:16 ギブアップ（膝蹴り）     | IAFC: Absolute Fighting Championship 1 【2回戦】      | 1995年11月25日 |
| ○    | アレックス・アンドラーデ         | 1R 1:48 ギブアップ（パウンド）   | IAFC: Absolute Fighting Championship 1 【1回戦】      | 1995年11月25日 |

## 獲得タイトル
- Absolute Fighting Championship 1 優勝（1995年）
- 第1回アブダビコンバット 無差別級 準優勝（1998年）